# Référendum constitutionnel tadjik de 1994
Le référendum tadjik de 1994 est un référendum ayant eu lieu le 6 novembre 1994 au Tadjikistan. Le référendum porte sur une nouvelle constitution. Il a été approuvé à 90 % pour une participation annoncée de 95 %.